# Всемирный союз прогрессивного иудаизма

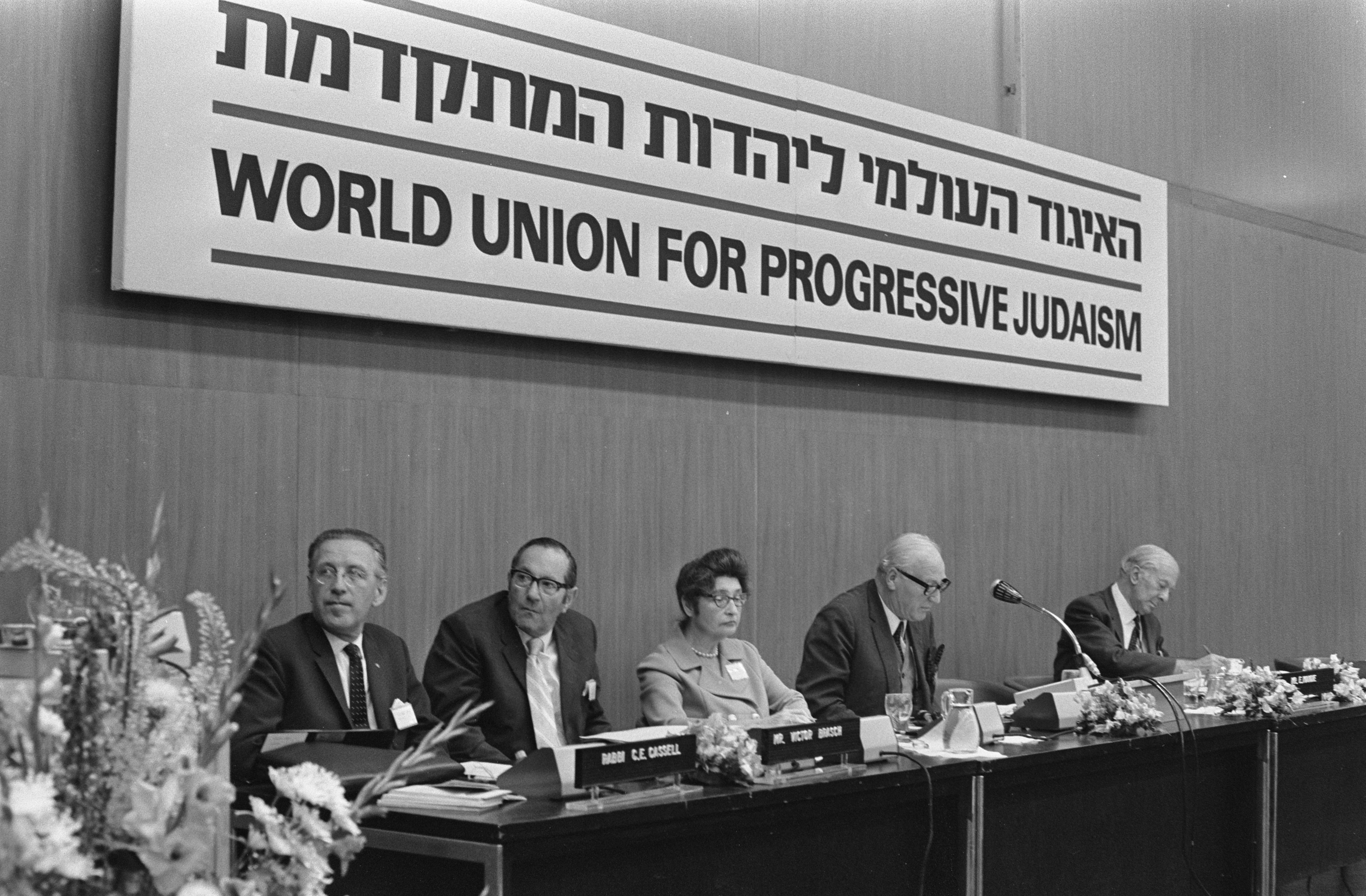
WorldUnionProgressiveJudaism1970

Всемирный союз прогрессивного иудаизма (WUPJ) является международной зонтичной организацией для различных отраслей реформистского (либерального или прогрессивного иудаизма), а также Реконструкционистского иудаизма. ВСПИ основан в 40 странах с 1,275 филиалами синагоги, из которых 1,170 являются реформистскими, и 105 реконструкционистскими.. Он утверждает, что представляет в общей сложности около 1,8 миллиона человек, (как официальных, так и не зарегистрированных членов).. WUPJ заявляет, что он направлен на создание общих точек соприкосновения между его участниками и на поощрение прогрессивного иудаизма в местах, где отдельные лица и группы ищут современные способы выражения себя как евреев. Он стремится сохранить еврейскую целостность везде, где живут евреи, поощрять интеграцию без ассимиляции, иметь дело с современностью при сохранении еврейского опыта и стремиться к равным правам и социальной справедливости.
WUPJ был создан в Лондоне в 1926 году как союз всех прогрессивных (также либеральных или реформистских) движений. В 1959 году его штаб-квартира была перенесена в Нью-Йорк, а в 1973 году-в Иерусалим. В 1990 году Реконструкционисты, исповедующие философию, отличную от прежней, присоединились к WUPJ со статусом наблюдателя, став первым и единственным не реформистским членом. WUPJ имеет региональные офисы в Лондоне, Москве и Нью-Йорке.
По состоянию на сентябрь 2019 года Президентом WUPJ является Рабби Даниэль Х. Фриландер, а председателем - Кэрол Стерлинг.

## Миссия
- Создание и поддержка синагог и школ везде, где есть евреи, ищущие реального доступа к современной еврейской жизни.
- Набор, подготовка и трудоустройство раввинов, Канторов и преподавателей.
- Издание и распространение литургических и учебных материалов на языках, на которых говорят евреи.
- Спонсорство международных программ для молодежи, образования, развития лидерства и всех аспектов общинного строительства.
- Объединение единомышленников-евреев, чтобы черпать силы друг у друга… совмещение древних традиций с современным, постоянно изменяющимся, миром.

## Региональные филиалы

### Континентальная Европа
Реформа иудаизма началась в Германии, возглавляемая раввином Авраамом Гейгером. После 1840-х годов она практически остановилась. В 1898 году немецкие либеральные раввины организовали союз либеральных раввинов в Германии (нем. Union progressiver Juden, UPJ) под руководством Хейнемана Фогельштейна. В 1908 году миряне образовали союз либерального иудаизма в Германии. В период своего расцвета она насчитывала около 10 000 членов и около половины раввинов страны. UPJ был одним из основателей Всемирного союза в 1926 году. После окончания Холокоста немецкие евреи (основу которых составляли беженцы иностранного происхождения), в основном поддерживали ортодоксальный иудаизм. Однако либеральный иудаизм все же медленно набирал силу, и в 1995 году появились первые  реформистские молитвенные группы. Союз прогрессивных евреев в Германии был основан в 1997 году.
Первый филиал союза был создан WUPJ в 1931 году в Нидерландах. Прогрессивный иудаизм был принесен в Нидерланды в 1930-х годах немецкими иммигрантами, многие из которых бежали от нацистских преследований. Первым прогрессивным раввином в Нидерландах был Меир л. Ласкер, за которым последовал немецкий Рабби Норден. Первая община была основана в 1931 году в Гааге, а затем и в Амстердаме. 18 октября 1931 года[3] был создан Verbond van Liberaal-Godsdienstige Joden (букв. Союз Либерально-религиозных евреев).

### Великобритания
Первой из синагог, принявших полноценный реформаторский иудаизм, была синагога Западного Лондона (Основана 27 января 1842 года). В 1929 г. ее раввином стал Гарольд Ф. Рейнхарт, выпускник Еврейской семинарии (Hebrew Union College). В течение года Рейнхарт привел синагогу в недавно созданный Всемирный союз прогрессивного иудаизма, хотя и придерживался относительно консервативного ритуала, соответствующего чувствам общины. Типограф из Глазго по имени Сэмюэль Гинсберг был впечатлен тем, что он увидел в Западном Лондоне, и в 1932 году открыл Прогрессивную синагогу в Глазго. В 1933 году Рейнхарт спонсировал создание Северо-западной реформистской синагоги в Голдерс-Грин.
В 1902 году Клод Монтефьоре, крупный теолог, основал еврейский религиозный союз (JRU), предшественник британского либерального иудаизма. Он, также, как и американский реформистский иудаизм, подчеркивал важность этических аспектов как сущности религии, провел радикальные реформы ритуала - более половины литургии было на английском языке, мужчины были с непокрытой головой и сидели вместе с женщинами.
В 1919 году Василием Энрикесом была открыта Георгиевская синагога, в которой приняли участие независимые евреи Ист-Энда. Его финансировали как Западный Лондон, так и либералы.
4 января 1942 года представители синагог Западного Лондона, Северо-Запада, Сент-Джордж, Глазго, Манчестера и Брэдфорда встретились в отеле Midland, Манчестер и основали Ассоциированные британские синагоги, позже переименованные в Ассоциированные синагоги Великобритании (Associated Synagogues of Great Britain). ASGB присоединился к WUPJ в 1945 году. В 1958 году он принял название Реформистская синагога Великобритании (Reform Synagogues of Great Britain), которое сохраняла до 2005 года.

### Северная Америка
См. Союз реформистского иудаизма (США)
URJ (The Union for Reform Judaism) является самой крупной организацией-членом WUPJ, с солидным избирательным округом из более чем 750 000 еврейских членов (наряду с еще 90 000 необращенных нееврейских супругов) и более чем миллионом нечленов, которые идентифицируют себя с ним в США, и еще с 30 000 избирателей в Канаде. По состоянию на 2016 год 1,5 миллиона из 1,9 миллиона членов WUPJ находятся в США  Немецкие иммигранты и раввины принесли реформизм в Америку через недолговечную общину, которая поддерживала несколько похожий идеал в Чарльстоне между 1824 и 1833 годами. Союз американских еврейских конгрегаций (American Hebrew Congregations, с 2003 года - URJ), был основан в 1873 году.
Северная Америка также является домом для еврейской федерации Реконструкционистов, которая имеет 105 филиалов, только два из них за пределами континента (в Делфте, Нидерланды, и Кюрасао). В 1990 году вошел в WUPJ в качестве наблюдателя. Это единственная не реформистская организация в WUPJ. В 2013 году она насчитывала около 65 000 участников.

### Израиль
Первая община была сформирована в Иерусалиме в 1958 году. Она присоединилась к движению в 1971 году. Израильское окружение поощряло более консервативный подход со стороны местного отделения. Молитва на местном наречии, например, все равно была еврейской, и население было относительно знакомо с раввинскими источниками. IMPJ не признает патрилинейное наследование, как и многие другие более мелкие организации, которые не могут противостоять израильской ортодоксии.

### Другие страны
- Союз прогрессивного иудаизма включает в себя общины в Австралии, Новой Зеландии, Китае, Индии и Сингапуре.[5]
- Европейский союз оказывает региональную поддержку общинам в Австрии, Бельгии, Венгрии, Дании, Ирландии, Испании, Италии, Люксембурге, Польше, Франции, Чешской Республике, Швейцарии. В Европейском регионе существуют также субрегиональные ассоциации для Германии, Италии, Нидерландов и Соединенного Королевства.[6]
- "WUPJ-бывший Советский Союз" оказывает поддержку общинам в бывшем Советском Союзе.[7][8]
- Южноафриканский Союз за прогрессивный иудаизм поддерживает конгрегации в Южной Африке.[9]
- Союз еврейских конгрегаций Латинской Америки и Карибского бассейна поддерживает конгрегации в Латинской Америке и Карибском бассейне.[10] Шай Пинто, вице-президент и COO Всемирного союза прогрессивного иудаизма, отметил в 2012 году, что Латинская Америка представляет собой самый быстрорастущий регион для движения.[11]

Существуют также Международная зонтичная организация прогрессивных религиозных сионистских организаций "Арзену" и международное молодежное крыло прогрессивного движения "Нецер Олами", совместно спонсируемое Арзену и WUPJ.

## Общинная жизнь

### Раввины, канторы и общинные лидеры
Раввины, канторы и общинные лидеры Всемирного прогрессивного движения обучаются в одном из трех раввинских институтов: колледже Лео Бека, колледже Абрахама Гейгера и колледже еврейского союза (Hebrew Union College). В то время как все три института обучают прогрессивному движению, каждый из них имеет различную региональную направленность: колледж Абрахама Гейгера фокусируется на обеспечении руководства для общин в Германии, Центральной и Восточной Европе. Leo Baeck College, расположенный в Великобритании, фокусируется на подготовке кадров для Великобритании. HUC, с кампусами в США и Израиле, готовит раввинов и руководителей местных служб для работы в североамериканских реформистских и прогрессивных общинах Израиля. Он также предоставляет годовые программы в Израиле для студентов колледжа Лео Бека и Института Абрахама Гейгера.

#### Список президентов ВСПИ с 1960 по настоящее время
Раввин Хьюго Грин (1960-1962)

Раввин Уильям А. Розенталь (1962-1972)

Раввин Д-Р Ричард Г. Хирш (1972-1999)

Раввин Д-Р Ричард А. Блок (1999-2000)

Раввин Дов Мармур (1999-2001)

Раввин Ури Регев (2002-2008)

Раввин Стефан Фукс (2011-2012)

Раввин Даниэль Х. Фрилендер (2014-2019)
Раввин Серхио Бергман (2020-настоящее время)

#### Список председателей ВСПИ с 1926 по настоящее время
Клод Джозеф Голдсмид Монтефьоре (1926-1938)

Лео Бек (1939-1953)

Лили Монтегю (1954-1959)

Соломон Б. Фрихоф (1959-1964)

Якоб К. Шанкман (1964 -1970)

Бернард Дж. Бамбергер (1970-1972)

Морис Н. Айзендрат (1972-1973)

Давид Х. Вайс (1973-1980)

Жерар Даниэль (1980-1988)

Дональд С. Дэй (1988-1995)

Остин Бейтель (1995-2000)

Рут Коэн (2000-2005)

Стивен M. Бауман (2005-2011)

Майкл Грабинер (2011-2015)

Кэрол Стерлинг (2015-Настоящее Время)